# Gonville and Caius Range
Die Gonville and Caius Range ist ein Gebirgszug im ostantarktischen Viktorialand mit Gipfeln zwischen 1000 m und 1500 m Höhe. Sie verläuft zwischen dem Mackay- und dem Debenham-Gletscher.
Erstmals kartiert wurde sie bei der Terra-Nova-Expedition (1910–1913) unter der Leitung des britischen Polarforschers Robert Falcon Scott. Namensgebend ist das Gonville and Caius College der University of Cambridge, Alma Mater einiger Teilnehmer der Forschungsreise.